# Tadeusz Tomaszewski (poseł)
Tadeusz Tomaszewski (ur. 21 lutego 1959 w Niechanowie) – polski polityk, poseł na Sejm II, III, IV, V, VI, VII, IX i X kadencji (1993–2015, od 2019).

## Życiorys
W 1971 przystąpił do OSP Goczałkowo-Gurówko; został jej sekretarzem, obejmował też różne funkcje na szczeblu regionalnym i centralnym w strukturach OSP. Od 1972 był działaczem Zrzeszenia Ludowych Zespołów Sportowych, w latach 1976–1994 należał do Związku Socjalistycznej Młodzieży Polskiej (w latach 1978–1992 kierował tą organizacją w województwie poznańskim), od 1978 działał także w Polskiej Zjednoczonej Partii Robotniczej. W 1978 pracował jako tokarz w firmie „Spomasz” w Gnieźnie. Od 1984 do 1988 oraz od 1989 do 1990 pełnił funkcję radnego Gminnej Rady Narodowej w Niechanowie, od 1989 do 1990 radnym Wojewódzkiej Rady Narodowej w Poznaniu. Na początku lat 90. zasiadał we władzach prywatnej spółki. W latach 1990–1999 należał do Socjaldemokracji Rzeczypospolitej Polskiej, w 1999 został członkiem Sojuszu Lewicy Demokratycznej. Od 1998 do 2000 zasiadał w sejmiku wielkopolskim. W 2000 ukończył studia licencjackie z zarządzania i marketingu w Wyższej Szkole Umiejętności Społecznych w Poznaniu. W 2003 został członkiem Towarzystwa Miłośników Gniezna. W latach 2013–2017 zasiadał w zarządzie Polskiego Komitetu Olimpijskiego, a od 2017 do 2020 w zarządzie głównym Polskiego Związku Motorowego.
W 1993, 1997, 2001 i 2005 uzyskiwał mandat posła na Sejm kolejnych kadencji z ramienia Sojuszu Lewicy Demokratycznej. W wyborach parlamentarnych w 2007 po raz piąty został posłem, kandydując z listy koalicji Lewica i Demokraci w okręgu konińskim i otrzymując 23 755 głosów. W kwietniu 2008 zasiadł w Klubie Poselskim Lewica, który we wrześniu 2010 przekształcono w KP SLD. W wyborach w 2011 z powodzeniem ubiegał się o reelekcję, dostał 11 267 głosów. Od 2012 do 2016 był członkiem zarządu krajowego SLD. W 2014 bezskutecznie kandydował do Parlamentu Europejskiego, a w 2015 nie został ponownie wybrany do Sejmu. W 2018 powrócił w skład sejmiku wielkopolskiego na okres VI kadencji. W latach 2016–2019 był asystentem eurodeputowanych – kolejno Krystyny Łybackiej i Leszka Millera.
W wyborach w 2019 ponownie uzyskał mandat poselski, otrzymując 17 515 głosów. W Sejmie IX kadencji został wiceprzewodniczącym Komisji Kultury Fizycznej, Sportu i Turystyki oraz członkiem Komisji Polityki Społecznej i Rodziny. W 2021 w związku z przekształceniem SLD został członkiem Nowej Lewicy. W 2023 z jej ramienia z powodzeniem ubiegał się o poselską reelekcję z wynikiem 17 181 głosów. W X kadencji Sejmu został przewodniczącym Komisji Kultury Fizycznej, Sportu i Turystyki oraz sekretarzem Koalicyjnego Klubu Parlamentarnego Lewicy.

## Wyniki w wyborach ogólnopolskich
| Wybory | Komitet wyborczy  | Komitet wyborczy                          | Organ                              | Okręg          | Wynik          |
| ------ | ----------------- | ----------------------------------------- | ---------------------------------- | -------------- | -------------- |
| 1991   |                   | Sojusz Lewicy Demokratycznej              | Sejm I kadencji                    | nr 18          | 2749 (0,64%)   |
| 1993   | Sejm II kadencji  | Sojusz Lewicy Demokratycznej              | nr 35                              | 17 640 (3,26%) |                |
| 1997   | Sejm III kadencji | Sojusz Lewicy Demokratycznej              | nr 35                              | 20 258 (4,01%) |                |
| 2001   |                   | Sojusz Lewicy Demokratycznej – Unia Pracy | Sejm IV kadencji                   | nr 37          | 22 033 (8,53%) |
| 2005   |                   | Sojusz Lewicy Demokratycznej              | Sejm V kadencji                    | nr 37          | 12 213 (5,60%) |
| 2007   |                   | Lewica i Demokraci                        | Sejm VI kadencji                   | nr 37          | 23 755 (7,98%) |
| 2011   |                   | Sojusz Lewicy Demokratycznej              | Sejm VII kadencji                  | nr 37          | 11 267 (4,30%) |
| 2014   |                   | Sojusz Lewicy Demokratycznej – Unia Pracy | Parlament Europejski VIII kadencji | nr 7           | 8415 (1,44%)   |
| 2015   |                   | Zjednoczona Lewica                        | Sejm VIII kadencji                 | nr 37          | 15 350 (5,53%) |
| 2019   |                   | Sojusz Lewicy Demokratycznej              | Sejm IX kadencji                   | nr 37          | 17 515 (4,96%) |
| 2023   |                   | Nowa Lewica                               | Sejm X kadencji                    | nr 37          | 17 181 (4,10%) |

## Odznaczenia
W 1984 został odznaczony Brązowym Krzyżem Zasługi, a w 2016 otrzymał Srebrny Krzyż Zasługi. W 2005 nadano mu Medal „Pro Memoria”.
Otrzymał honorowe obywatelstwa Zagórowa (2003) oraz Miłosławia (2014).